# Maison Radivojčić à Liplje
La maison Radivojčić à Liplje (en serbe cyrillique : Кућа Радивојчића у Липљу ; en serbe latin : Kuća Radivojčića u Liplju) se trouve à Liplje, dans la municipalité de Ljig et dans le district de Kolubara en Serbie. Elle est inscrite sur la liste des monuments culturels protégés de la République de Serbie (identifiant no SK 1606),,,.

## Présentation
La maison constitue un exemple de transformation d'un bâtiment économique auxiliaire, en l'occurrence une kačara (une sorte de cellier), construite sur le modèle des cabanes en rondins des Alpes dinariques, en un bâtiment résidentiel qui, à l'origine, a pu servir de logement d'été pour les membres de la « coopérative » agricole de la famille Radivojčić, coopérative qui a compté jusqu'à 36 personnes. Vers 1860, la kačara est devenu une maison à colombages. Après 1918, la coopérative de Radivojčić est restée sans descendants masculins, les hommes de la famille ayant perdu la vie pendant la Première Guerre mondiale ; la maison a alors appartenu à leurs veuves.
La maison est dotée d'un porche-galerie inhabituellement grand, mesurant 13,75 × 9,80 m et visiblement agrandi ; le toit, avec des auvents très inclinés, est recouvert de tuiles. Sur le côté ouest, l'édifice est constitué de trois pièces, avec une entrée directe dans la pièce appelée kuća, où l'on trouve encore des planches et une cheminée. Une autre partie résidentielle, jumelle de la première possède également son propre foyer qui trouve son origine dans la kuća de la partie occidentale.
La maison apporte un témoignage de l'adaptation de l'architecture rurale traditionnelle à la vie moderne,.